# 井西桑吉
井西 桑吉　(いにし くわきち、1877年 - 1939年)は、元稲城村長である。

## 来歴
矢野口に生まれる。1902年に桃園を購入する。
矢野口の自治会長を務めた後、1935年に村長に就任する。
村長時代初期に多摩川原橋が開通する。
おそらく病気のため、1939年4月辞職し、間もない1939年6月死去。